# 冬泉
冬泉（英語：Winter Springs），是美国佛罗里达州下属的一座城市。建立于1959年。面积约为37.6平方公里（约合14.4平方英里）。根据2010年美国人口普查，该市有人口33,282人。论人口在本州排行第78。